# Karin Mushegain
Karin Mushegain (* in Pasadena, Kalifornien) ist eine US-amerikanische Opernsängerin in der Stimmlage Mezzosopran.

## Leben
Mushegain wurde Ende der 1970er Jahre in der kalifornischen Stadt Pasadena geboren, wo sie auch aufwuchs. Sie ist armenischer Abstammung: ihr Urgroßvater emigrierte mit seinen drei Brüdern in die USA. Dabei wurde die Schreibweise von Mushegian auf Mushegain geändert. Ab ihrem elften Lebensjahr nahm sie professionellen Gesangsunterricht. Später studierte sie an der Northwestern University Gesang und Musical. Am 1. September 2001 zog sie nach New York City, um an einem Broadway-Theater zu arbeiten. Nach zehn Tagen wurde das Theater allerdings unerwartet wieder geschlossen. Daher setzte sie ihr Studium an der University of California, Los Angeles fort.
2011 spielte sie den Hänsel im gleichnamigen Stück Hänsel und Gretel von Engelbert Humperdinck in der Virgina Opera. Charles T. Downey meinte in seiner Review im The Washington Post, dass sie ihn „überzeugend“ und „angenehm“ verkörperte, aber insgesamt im Stück zu kurz kam. Um 2012 lebte und arbeitete sie in Frankreich, in der Gemeinde Le Palais. Laut eigenen Aussagen sprachen die wenigsten Englisch und so musste sie auf ihre begrenzten Sprachkenntnisse über Französisch zurückgreifen. Ab 2013 verkörperte sie die Rolle der Cherubino in Mozarts Le nozze di Figaro in verschiedenen Opernhäusern. Zu ihrer Inszenierung im Seattle Opera schrieb Melinda Bargreen in ihrer Review für die The Seattle Times, dass sie „stimmlich und körperlich flink“ sei und ihre Rolle „besonders athletisch“ darstellte.
In der Seattle Opera wirkte sie 2021 in der von Jonathan Dove geschriebenen Oper Flight mit. Seit 2023 spielt sie die Rolle der Mariam in der Oper A Thousand Splendid Suns von Sheila Silver, die am Seattle Opera aufgeführt  wurde.
Seit 1996 ist sie als Sängerin in der Heroes of Might and Magic-Computerspielreihe zu hören. Sie steuerte den Gesang zu komponierten Stücken von Paul Romero unter anderen in Heroes of Might and Magic II, Heroes of Might and Magic IV, Heroes of Might and Magic V und Might & Magic: Heroes VII bei.

## Opernrepertoire (Auswahl)
- 2005: Strauss: Dryade in Ariadne auf Naxos, Pittsburgh Opera
- 2006: Händel: Amastre in Xerxes, Pittsburgh Opera
- 2006: Bernstein: Maria in West Side Story, Charlottesville Opera
- 2010; 2014: Montsalvatge: Gato in El gato con botas, Gotham Chamber Opera
- 2011: Rossini: Rosina in Il barbiere di Siviglia, Charlottesville Opera
- 2011: Humperdinck: Hänsel in Hänsel und Gretel, Virgina Opera
- 2012: Gounod: Stéphano in Roméo et Juliette, Annapolis Opera
- 2012: Rossini: Angelina in La Cenerentola, Lyrique en mer
- 2013: Mozart: Cherubino in Le nozze di Figaro, Virgina Opera
- 2013: Rossini: Rosina in Il barbiere di Siviglia, Lyrique en mer
- 2014: Rossini: Angelina in La Cenerentola, Pensacola Opera
- 2015: Bernstein: Rollenbesetzung in Candide, Pasadena Opera
- 2015: Mozart: Zerlina in Don Giovanni, Austin Opera
- 2015: Mozart: Cherubino in Le nozze di Figaro, Teatro Nacional de Costa Rica
- 2015: Mozart: Cherubino in Le nozze di Figaro, Opea San Jose
- 2016: Mozart: Cherubino in Le nozze di Figaro, Seattle Opera
- 2016: Mozart: Dorabella in Così fan tutte, Lyrique en mer
- 2017: Mozart: Despina in Così fan tutte, Pasadena Opera
- 2017: Puccini: Suzuki in Madama Butterfly, Opera San Luis Obispo
- 2017: Deutscher: Zibaldona in Cinderella, Opera San Jose
- 2018: Mozart: Role in Le nozze di Figaro, Charlottesville Opera
- 2021: Dove: Eine Frau aus Minsk in Flight, Seattle Opera
- 2023: Silver: Mariam in A Thousand Splendid Suns, Seattle Opera